# Metaleptyphantes carinatus
Metaleptyphantes carinatus là một loài nhện trong họ Linyphiidae.
Loài này thuộc chi Metaleptyphantes. Metaleptyphantes carinatus được George Hazelwood Locket miêu tả năm 1968.